# حسین سراج
حسین سراج (انگلیسی: Hussain Seraj؛ زادهٔ ۲۸ ژوئن ۱۹۸۲) بازیکن فوتبال اهل کویت بود.
از باشگاه‌هایی که در آن بازی کرده‌است می‌توان به اشاره کرد.
وی همچنین در تیم ملی فوتبال کویت بازی کرده‌است.